# Philippe Poutou

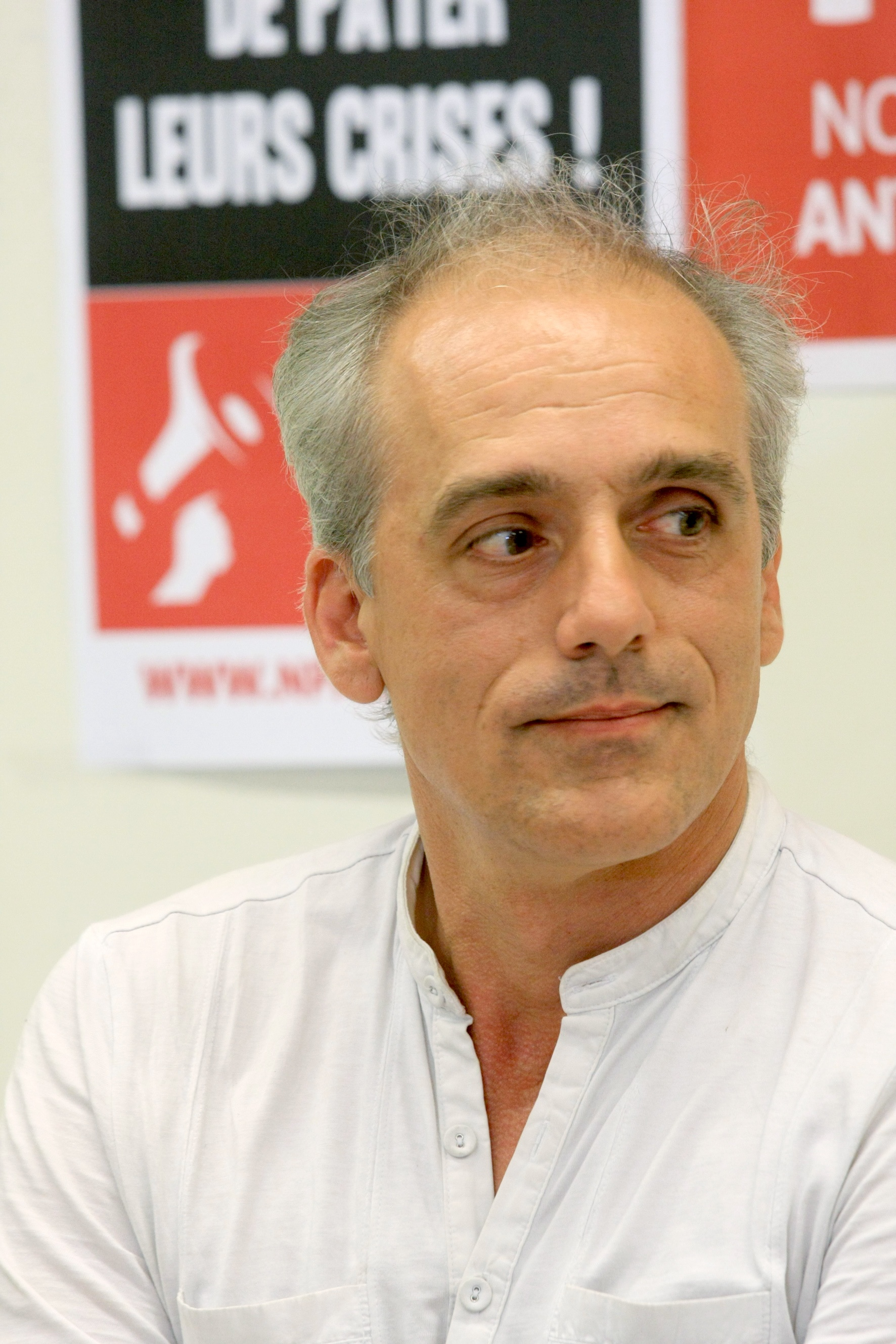
Philippe Poutou im Juni 2011

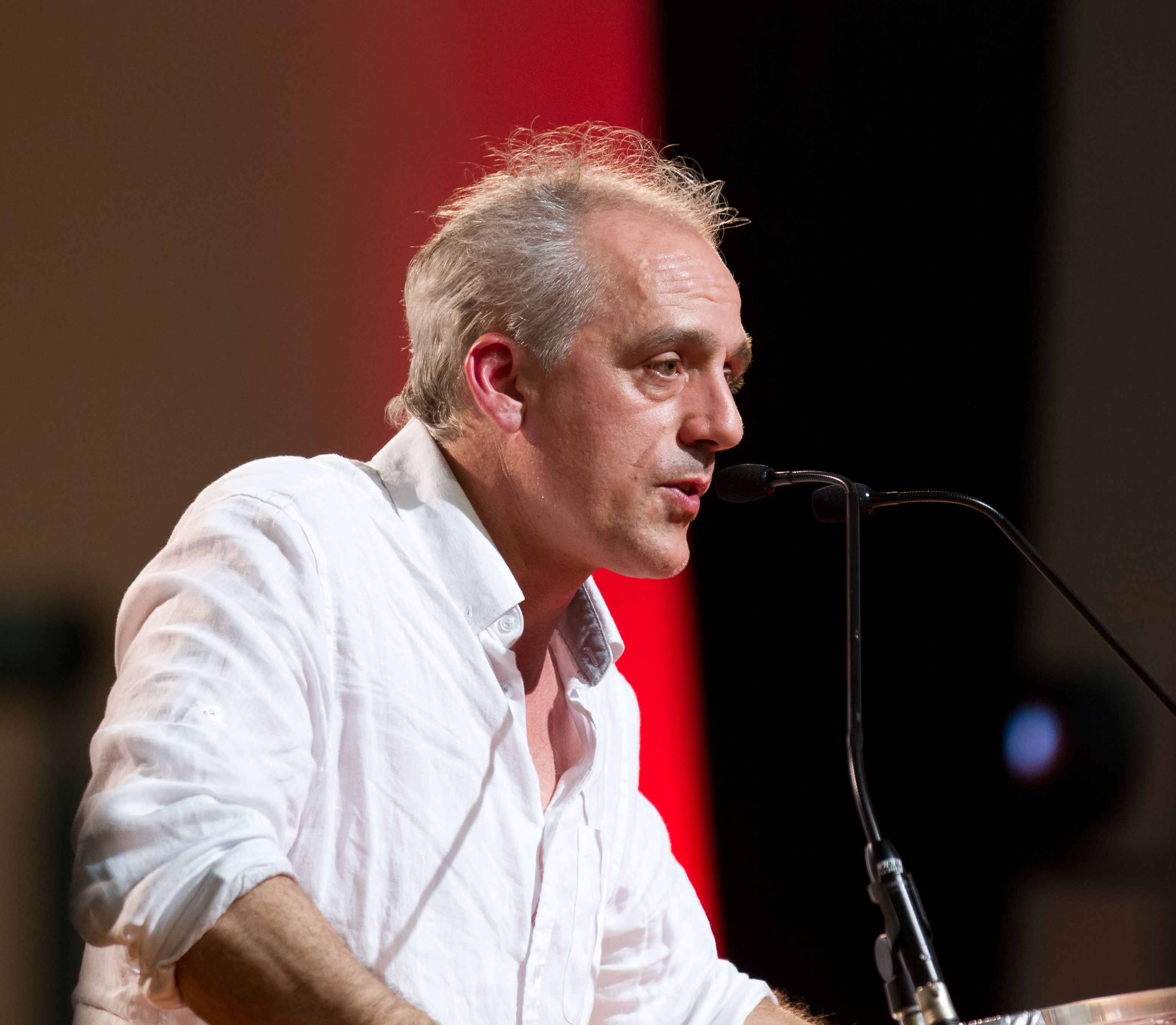
Philippe Poutou im April 2012 in Toulouse

Philippe Poutou (* 14. März 1967 in Villemomble, Département Seine-Saint-Denis) ist ein französischer antikapitalistischer Politiker und Gewerkschafter sowie Arbeiter in einer Autofabrik.

## Werdegang
Poutou wurde in einem Vorort im Norden von Paris geboren, sein Vater war Briefträger und seine Mutter Hausfrau. Er hat drei Geschwister.
Er ist Mechaniker und arbeitete im Auto-Montagewerk Blanquefort, nahe Bordeaux. Er war Sekretär in der französischen Gewerkschaft Confédération générale du travail bei der Ford Motor Company in Aquitanien. 2007 spielte er eine wichtige Rolle bei den Verhandlungen der Gewerkschaft mit der Firma über den Erhalt von 2.000 Arbeitsstellen.

## Politische Laufbahn
Früher war er Mitglied der Ligue communiste révolutionnaire (LCR), für die er 2007 zur Parlamentswahl in Frankreich antrat, bei der diese 2,7 % erhielt. Danach trat er für deren Nachfolgepartei, die Nouveau Parti anticapitaliste, bei Regionalwahlen in Aquitanien an und erhielt 2,52 % der Stimmen.
Im Jahre 2011 wurde er von der NPA als Kandidat für die französische Präsidentschaftswahl 2012 nominiert. Er galt damals als unbekannt und hatte Schwierigkeiten, an seinen Vorgänger Olivier Besancenot anzuknüpfen, der zuvor die besten Ergebnisse für die Vorgängerpartei LCR erzielt hatte. Poutou bekam schließlich 411.160 Stimmen und erreichte damit 1,15 % bei der Präsidentschaftswahl. Die französische Presse erklärte sein schlechtes Ergebnis teilweise mit dem gleichzeitigen Antreten von Jean-Luc Mélenchon von der Front de gauche, der mehr linke Wähler begeistern konnte.
Zur Präsidentschaftswahl 2017 in Frankreich wurde Philippe Poutou wieder von der NPA als Kandidat nominiert. Es gelang ihm bei einer Fernsehsendung, in der alle elf Kandidaten eingeladen waren, einige Aufmerksamkeit auf sich zu ziehen, als er Marine Le Pen und andere Politiker scharf angriff. In den sozialen Netzwerken bekam Poutou viel Anerkennung für seinen Auftritt. Daraufhin stieg sein Wert bei Umfragen um einen Prozentpunkt an, auf insgesamt 1,5 %. Philippe Poutou erhielt bei der Präsidentschaftswahl 2017 394.505 (1,09 %) Stimmen und erreichte damit den 8. Platz von 11 Kandidaten. Die besten Ergebnisse erzielte er im Département Pyrénées-Atlantiques (1,61 %) und im Département Gironde (1,56 %).
Im Oktober 2021 nahm Philippe Poutou an dem Afrika-Frankreich-Gegengipfel teil, der vom 6. bis 10. Oktober 2021 in Frankreich stattfand.
Im August 2021 gab Poutou bekannt, er werde ein drittes Mal für die NPA zur Präsidentschaftswahl antreten. Er erhielt im ersten Wahlgang am 10. April 2022 268.904 (0,77 %) Stimmen und erreichte damit den 11. Platz von 12 Kandidaten.